# Sportåret 1984

## Händelser

### Allmänt
- 14-22 januari - Paralympiska vinterspelen avgörs i Innsbruck.[1]
- 8 maj - Sovjetunionen meddelar att man inte kommer till olympiska sommarspelen 1984 i Los Angeles, då man menar att de amerikanska arrangörerna nonchalerat andra länders säkerhetskrav.[1]
- 23 maj - Kuba meddelar att man inte kommer till olympiska sommarspelen 1984 i Los Angeles, och därmed har 10 kommunistiskt styrda stater tackat nej, dock inte Rumänien.[1]
- 30 juni - Paralympiska vinterspelen avgörs i Nassau County, New York.[1]
- 28 juli-12 augusti - Olympiska sommarspelen avgörs i Los Angeles.[1]
- 18-24 augusti - Vänskapsspelen avgörs i bland annat Prag och Moskva.[1]

### Amerikansk fotboll
- Los Angeles Raiders besegrar Washington Redskins med 38 - 9 i Super Bowl XVIII (Final för 1983).

#### NFL:s slutspel för 1984

##### NFC (National Football Conference)
- - Lagen seedades enligt följande
- 1 San Francisco 49ers
- 2 Washington Redskins
- 3 Chicago Bears
- 4 Los Angeles Rams (Wild Card)
- 5 New York Giants (Wild Card)
  - Omgång I (Wild Cards)
- New York Giants besegrar Los Angeles Rams med 16 - 13

- - Omgång II
- San Francisco 49ers besegrar New York Giants med 21 - 10
- Chicago Bears besegrar Washington Redskins med 23 - 19

- -     - Omgång III
- San Francisco 49ers besegrar Chicago Bears med 23 - 0 i NFC-finalen

##### AFC (American Football Conference)
- - Lagen seedades enligt följande
- 1 Miami Dolphins
- 2 Denver Broncos
- 3 Pittsburgh Steelers
- 4 Seattle Seahawks (Wild Card)
- 5 Los Angeles Raiders (Wild Card)

- - Omgång I (Wild Cards)
- Seattle Seahawks besegrar Los Angeles Raiders 13 - 7

- - Omgång II
- Miami Dolphins besegrar Seattle Seahawks med 31 - 10
- Pittsburgh Steelers besegrar Denver Broncos med 24 - 17

- -     - Omgång III
- Miami Dolphins besegrar Pittsburgh Steelers med 45 - 28 i AFC-finalen

### Bandy
- 17 mars - IF Boltic blir svenska dammästare genom att finalslå IFK Kungälv med 6-1 på Söderstadion i Stockholm.[2]
- 18 mars - IF Boltic blir svenska herrmästare genom att finalslå Edsbyns IF med 2-0 på Söderstadion i Stockholm.[3][4]

### Badminton
- 13-15 april - Europamästerskapen avgörs i Preston.[1]

### Baseboll
- 14 oktober - American League-mästarna Detroit Tigers vinner World Series med 4-1 i matcher över National League-mästarna San Diego Padres.[5]

### Basket
- 11 april - Solna IF blir svenska mästare för herrar.[1]
- 12 juni - Boston Celtics vinner NBA-finalserien mot Los Angeles Lakers.[6]
- 7 augusti - USA vinner den olympiska damturneringen i Los Angeles genom att finalslå Sydkorea med 85-55.[7]
- 10 augusti - USA vinner den olympiska herrturneringen i Los Angeles genom att finalslå Spanien med 96-55.[8]
- Södertälje BBK blir svenska mästare för damer

### Bordtennis
- 5 februari - Jan-Ove Waldner, Sverige vinner herrklassen och Marie Hrachova, Tjeckoslovakien vinner damklassen vid Europa Top 12 i Bratislava.[1]
- 2-5 mars - Svenska mästerskapen avgörs i Trelleborg.[1]
- Ulf Bengtsson blir europamästare i herrsingel genom att i finalen besegra A. Grubba, Polen.
- Z. Kalinić & D. Surbek, Jugoslavien blir europamästare i herrdubbel genom att i finalen besegra Erik Lindh & Jan-Ove Waldner.

### Bowling
- 4-5 februari - Svenska mästerskapen avgörs i Stockholms Birkahall.[1]

### Boxning
- 10 mars - Tim Witherspoon, USA besegrar Greg Page, USA i kampen om WBC:s världsmästartitel sedan Larry Holmes, USA vägrat försvara titeln.[1]

### Brottning
- 17-18 november - Fyrstadsbrottningen avgörs i Osby.[1]

### Curling
- 14 december - Sverige vinner Europamästerskapet för damer i  Morzine genom att finalslå Västtyskland med 8-2.[1]
- Sverige vinner Europamästerskapet för herrar i  Morzine genom att finalslå Skottland med 10-3.[1]
- Norge vinner världsmästerskapet för herrar i Duluth före Sverige och Danmark.[1]
- Kanada vinner världsmästerskapet för damer före Skottland och Schweiz.

### Cykel
- 8 juli - Svenska mästerskapen i Linköping avslutas.[1]
- 22 juli - Laurent Fignon, Frankrike vinner Tour de France.[1]

- Claude Criquielion, Belgien vinner herrarnas landsvägslopp i VM. på cykel i Schweiz.
- Francesco Moser, Italien vinner Giro d'Italia
- Eric Caritoux, Frankrike vinner Vuelta a España

### Fotboll
- 18 mars – Kamerun vinner afrikanska mästerskapet för herrar i Elfenbenskusten, genom att besegra Nigeria med 3–1 i finalen på Stade Félix-Houphouët-Boigny i Abidjan.[9]
- 16 maj – Juventus FC vinner Europeiska cupvinnarcupen genom att besegra FC Porto med 2–1 i finalen på Sankt Jakob-Stadion i Basel.[10]
- 19 maj – Everton FC vinner FA-cupfinalen mot Watford FC med 2-0 på Wembley Stadium.[11]
- 23 maj – Tottenham Hotspur vinner UEFA-cupen genom att besegra RSC Anderlecht i finalerna.[10]
- 27 maj – Sverige vinner i Luton Europamästerskapet för damer efter finalvinst mot England med 4-3 på straffar efter 1-0 till England i ordinarie speltid, medan svenskorna vunnit i Göteborg med 1-0 den 21 maj.[12]
- 30 maj – Liverpool FC vinner Europacupen för mästarlag genom att besegra AS Roma med 4–2 efter straffsparksläggning i finalen på Stadio Olimpico di Roma i Rom.[10]
- 20 juni – Malmö FF vinner Svenska cupen för herrar genom att finalslå Landskrona BoIS med 1-0 i Helsingborg.[13]
- 27 juni – Frankrike blir Europamästare efter finalvinst med 2–0 mot Spanien i Paris.[14]
- 4 augusti – Frankrike vinner den olympiska turneringen genom att vinna finalen mot Brasilien med 2-0 i Los Angeles.[15]
- 16 december – Saudiarabien vinner asiatiska mästerskapet i Singapore.[16]
- Okänt datum – Jitex BK vinner Svenska cupen för damer genom att finalslå Alnö IF med 5-2.[17]
- Okänt datum – Samir Bakaou, Gais, gör debut i Allsvenskan.
- Okänt datum – Michel Platini, Frankrike, utses till Årets spelare i Europa.
- Okänt datum – Enzo Francescoli, Uruguay, utses till Årets spelare i Sydamerika.
- Okänt datum – Téophile Abega, Kamerun, utses till Årets spelare i Afrika.

#### Ligasegrare / resp. lands mästare
- Belgien - KSK Beveren
- England - Liverpool FC
- Frankrike - FC Girondins de Bordeaux
- Italien - Juventus FC
- Nederländerna – Feyenoord
- Portugal – SL Benfica
- Skottland - Aberdeen FC
- Sovjetunionen - FK Zenit Leningrad
- Spanien - Athletic Club Bilbao
- Sverige - IFK Göteborg
- Västtyskland - VfB Stuttgart

### Friidrott
- 3-4 mars - Sovjet blir bästa nation vid inomhus-Europamästerskapen i Göteborg.[1]
- 2 juni - Agapius Masong, Tanzania vinner herrklassen i Stockholm Marathon medan Evy Palm, Sverige vinner damklassen.[1]
- 10 juni - Zhu Jianhua, Kina noterar nytt herrvärldsrekord i höjdhopp med 2.39 meter i Eberstadt.[1]
- 13 juli - Zola Budd, Sydafrika noterar nytt damvärldsrekord på 2 000 meter på Crystal Palace National Sports Centre i London, där hon springer sträckan på 5.33.15 minuter.[1]
- 20 juli - Uwe Holm, Östtyskland noterar nytt herrvärldsrekord i spjutkastning i Östberlin. Spjutet landar efter 104.80 meter, vilket är första gången spjutet flyger över 100 meter. Vid samma tävling hoppar Ludmila Andonova 2.07, och noterar nytt damvärldsrekord i höjdhopp.[1]
- 21 juli - Martia Koch, Östtyskland noterar nytt damvärldsrekord på 200 meter i Potsdam, där hon springer sträckan på 21.7 sekunder.[1]
- 24-26 augusti - Svenska mästerskapen avgörs på Värendsvallen i Växjö.[1]
- 1-2 september - Finnkampen avgörs på Helsingfors Olympiastadion. Finland vinner herrkampen med 216-193, damkampen med 155-145 samt båda ungdomskamperna.[1]
- 21 oktober - 29-årige Steve Jones vinner Chicago Marathon på 2.08.05 timmar, historiens snabbaste maratonlopp.[1]
- 6 december - Årets världsbästalista presenteras.[1]
- 31 december - Carlos Lopes, Portugal vinner herrklassen och Rosa Mota, Portugal vinner damklassen vid Sylvesterloppet i São Paulo.[18]
- Geoff Smith, Storbritannien vinner herrklassen vid Boston Marathon.[19] medan Lorraine Moller, Nya Zeeland vinner damklassen.[20]

### Golf

#### Herrar
- Juli - Ian Woosman, Storbritannien vinner SEO på Ullnabanan.[1]
- 22 juli - Severiano Ballesteros, Spanien vinner British Open.[1]

- The Masters - Ben Crenshaw, USA
- US Open - Fuzzy Zoeller, USA
- PGA Championship - Lee Trevino, USA
- Mest vunna vinstpengar på PGA-touren:  Tom Watson, USA med $476 260
- Mest vunna vinstpengar på Champions Tour (Senior-touren): Don January, USA med $328 597

#### Damer
- Kraft Nabisco Championship - Juli Inkster, USA
- LPGA Championship - Patty Sheehan, USA
- US Womens Open - Hollis Stacy, USA
- Du Maurier Classic - Juli Inkster, USA
- Mest vunna vinstpengar på LPGA-touren: Betsy King, USA med $266 771

### Handboll
- 22 januari – Sovjet vinner World Cup genom att finalslå Danmark med 27-24 i Göteborg medan Danmark slår Sverige med 22-20-matchen om tredje pris.[21]
- 5 april – Stockholmspolisens IF blir svenska dammästare.[1]
- 8 april – HK Drott blir svenska herrmästare.[1]
- 9 augusti – Jugoslavien vinner den olympiska damturneringen i Los Angeles före Sydkorea och Kina.[22]
- 11 augusti – Jugoslavien vinner den olympiska herrfinalen i Los Angeles mot Västtyskland med 18-17.[23]

### Hastighetsåkning på skridskor
- 22 januari - Hilbert van der Duim, Nederländerna blir herr-Europamästare i Larvik före Rolf Falk-Larssen, Norge och Frits Schalij, Nederländerna.[1]
- 25-26 februari - Oleg Bozjev, Sovjet blir herrvärldsmästare på Nya Ullevi i Göteborg före Andreas Ehring, Östtyskland och Hilbert van der Duim, Nederländerna.[1]

### Hästsport

#### Galopp
- 15 juli - Flying Jazz med Chris Cordrey i sadeln vinner Jägersroderbyt.[1]

#### Ridsport
- 23 april - Världscupen i banhoppning avslutas i Scandinavium i Göteborg.[1]

#### Trav
- 29 januari - Lurabo med Michael Gougeon som kusk vinner Prix d'Amérique i Paris.[1]
- 8 april - The Onion med Stig H. Johansson vinner Gran Premio delle Lotteria i Neapel.[1]
- 27 maj - The Onion med Stig H. Johansson som kusk vinner Elitloppet på Solvalla.[1]
- 4 augusti - Amerikanske Historic Freight vinner Hambletonian Stakes på The Meadowlands i New Jersey.[1]
- 26 augusti - Franska Lutin d' Isigny vinner Världsmästerskapen på Roosevelt Raceway före The Onion med Stig H. Johansson so.[1]
- 2 september - Big Star vinner Svenskt travderby på Jägersro.[1]

### Innebandy
- 8 april - Tomasgårdens IF blir i Västerås svenska herrmästare.[24]
- Maj - Svenska Innebandyförbundet uppnår 100 medlemsklubbar.[24]

### Ishockey
- 3 januari - Sovjet vinner juniorvärldsmästerskapet i Norrköping och Nyköping före Finland och Tjeckoslovakien.[25]
- 19 februari - Sovjet blir olympiska mästare i Sarajevo före Tjeckoslovakien och Sverige.[26]
- 29 mars - AIK blir svenska mästare efter slutspelsvinst över Djurgårdens IF med 3 matcher mot 0.[27]
- 19 maj - Stanley Cup vinns av Edmonton Oilers som besegrar New York Islanders med 4 matcher mot 1 i slutspelet.[28]
- 26 juni - Brasilien inträder i IIHF.[29]
- 12 augusti - CSKA Moskva, Sovjet vinner Europacupen i Ortisei före HC Dukla Jihlava, Tjeckoslovakien och SC Dynamo Berlin, Östtyskland.[30]
- 18 september - Kanada vinner Canada Cup genom att vinna finalserien mot Sverige med 2–0 i matcher.[31]
- 23 december - Sovjet vinner Izvestijaturneringen i Moskva före Tjeckoslovakien och Finland.[32]

### Konståkning
- 10-14 januari - Europamästerskapen i Budapest avslutas.[1]

- VM
  - Herrar – Scott Hamilton, USA
  - Damer – Katarina Witt, DDR
  - Paråkning – Barbara Underhill & Paul Martini, Kanada
  - Isdans – Jayne Torvill & Christopher Dean, Storbritannien

### Motorsport

#### Formel 1
- 21 oktober – Världsmästare blir Niki Lauda, Österrike.

#### Isracing
- 19 februari - Erik Stenlund, Sverige blir världsmästare i Moskva.[1]

#### Rally
- 19-23 april - Björn Waldegård och Hans Thorszelius vinner Safarirallyt med en Toyota Celica.
- 29 november - Stig Blomqvist, Sverige vinner rally-VM med en Audi Sport Quattro.

#### Speedway
- 1 september - Erik Gundersen, Danmark blir världsmästare på Nya Ullevi i Göteborg.[1]

#### Sportvagnsracing
- Den tyska biltillverkaren Porsche vinner sportvagns-VM.
- Klaus Ludwig och Henri Pescarolo vinner Le Mans 24-timmars med en Porsche 956.

### Orientering
- 27 juli - Femdagarsloppet avslutas i Bräkne-Hoby.[1]

### Schack
- 11 januari - 20-åriga Pia Cramling, Sverige toppar FIDE:s rankinglista för damer.[1]
- 9 april - Garri Kasparov, Sovjet kvalificerar sig för en match om världsmästartiteln mot Anatolij Karpov, Sovjet.[1]
- 5 december - Schackolympiaden i Thessaloniki avgörs. Sovjet vinner öppna klassen före England och USA. Sovjet vinner damklassen före England och Rumänien.[1]

### Squash
- 28-29 april - Europamästerskapen avgörs i Galway.[1]

### Skidor, alpint

#### Herrar

##### Världscupen
- Totalsegrare: Pirmin Zurbriggen, Schweiz
- Slalom: Marc Girardelli, Luxemburg
- Storslalom: Pirmin Zurbriggen, Schweiz och Ingemar Stenmark, Sverige
- Störtlopp: Urs Räber, Schweiz

##### SM
- - Slalom vinns av Lars-Göran Halvarsson, Groko Alpina SK, Luleå. Lagtävlingen vinns av Groko Alpina SK, Luleå.
  - Storslalom vinns av Jörgen Sundqvist, IFK Arvidsjaur. Lagtävlingen vinns av Åre SLK.
  - Störtlopp vinns av Niklas Henning, Åre SLK. Lagtävlingen vinns av Åre SLK.

#### Damer

##### Världscupen
- Totalsegrare: Erika Hess, Schweiz
- Slalom: Tamara McKinney, USA
- Storslalom: Erika Hess, Schweiz
- Störtlopp: Maria Walliser, Schweiz

##### SM
- - Slalom vinns av Ann Melander, Täby SLK. Lagtävlingen vinns av Tärna IK Fjällvinden.
  - Storslalom vinns av Ann Melander, Täby SLK. Lagtävlingen vinns av Gällivare SK.
  - Störtlopp vinns av Ulla Carlsson, Sundsvalls SLK. Lagtävlingen vinns av Sundsvalls SLK.

### Skidor, nordiska grenar
- 25-26 februari - Svenska skidspelen avgörs i Falun.[1]
- 17 mars - Matti Nykänen, Finland noterar med 185 meter nytt världsrekord i skidflygning i Oberstdorf.[1]
- 27 november - Gunde Svan tilldelas Svenska Dagbladets guldmedalj.[1]

#### Herrar

##### Världscupen
- 1 Gunde Svan, Sverige
- 2 Thomas Wassberg, Sverige
- 3 Harri Kirvesniemi, Finland

##### Övrigt
- 5 mars - Hans Persson, Åsarna IK vinner Vasaloppet.[33]

##### SM
- 15 km vinns av Gunde Svan, Dala-Järna IK. Lagtävlingen vinns av Åsarna IK.
- 30 km vinns av Gunde Svan, Dala-Järna IK. Lagtävlingen vinns av Åsarna IK.
- 50 km vinns av Gunde Svan, Dala-Järna IK. Lagtävlingen vinns av Åsarna IK.
- Stafett 3 x 10 km vinns av Dala-Järna IK med laget  Erik Östlund, Sven-Erik Danielsson och Gunde Svan .

#### Damer

##### Världscupen
- 1 Marja-Liisa Hämäläinen, Finland
- 2 Raisa Smetanina, Sovjetunionen
- 3 Anne Jahren, Norge

##### SM
- 5 km vinns av Marie Risby, Ludvika FFI. Lagtävlingen vinns av IFK Lidingö.
- 10 km vinns av Marie Risby, Ludvika FFI. Lagtävlingen vinns av IFK Lidingö.
- 20 km vinns av Marie Risby, Ludvika FFI. Lagtävlingen vinns av Malungs IF.
- Stafett 3 x 5 km vinns av Högbo AIK med laget  Kristina Olsson, Ing-Marie Carlström och Gunnel Mörtberg .

### Skidorientering
- 30 januari-4 februari - Världsmästerskapen avgörs i Lavarone.[34]

### Skidskytte

#### Herrar

##### Världscupen
- 1 Frank-Peter Roetsch, DDR
- 2 Peter Angerer, Västtyskland
- 3 Eirik Kvalfoss, Norge

#### Damer

##### Världscupen
- 1 Mette Mestad, Norge
- 2 Sanna Grønlid, Norge
- 3 Gry Østvik, Norge

### Tennis

#### Herrar
- 14 januari - John McEnroe, USA vinner GP Masters-finalen i New York mot Mats Wilander, Sverige med 2-1 i set.[1]
- 22 januari - Tjeckoslovakien vinner Kings Cup i Essen genom att finalbesegra Sverige med 2-1.[1]
- 5 november - John McEnroe, USA vinner Stockholm Open genom att finalslå Mats Wilander, Sverige med 3-0 i set.[1]
- Tennisens Grand Slam:
  - 10 juni -  Ivan Lendl, Tjeckoslovakien vinner Franska öppna genom att finalslå John McEnroe, USA 3-2 i set.[1]
  - 8 juli -  John McEnroe, USA vinner Wimbledon genom att finalslå Jimmy Connors, USA 3-0 i set.[1]
  - September - John McEnroe, USA vinner US Open genom att finalslå Ivan Lendl, Tjeckoslovakien med 3-0 i set.[1]
  - 9 december -  Mats Wilander, Sverige vinner Australiska öppna genom att finalslå Kevin Curren, Sydafrika med 3-1  i set.[1]
- 18 december – Davis Cup: Sverige finalbesegrar USA med 4-1 i Göteborg.[35]

#### Damer
- Tennisens Grand Slam:
  - Franska öppna - Martina Navratilova, USA
  - Wimbledon - Martina Navratilova, USA
  - US Open - Martina Navratilova, USA
  - Australiska öppna - Chris Evert-Lloyd, USA
- 22 juli – Tjeckoslovakien vinner Federation Cup genom att finalbesegra Australien med 2-1 i São Paulo.[36]

### Volleyboll
- 9 augusti - Kina vinner den olympiska damturneringen i Los Angeles genom att finalbesegra USA med 3-0.[37]
- 10 augusti - USA vinner den olympiska herrturneringen i Los Angeles genom att finalbesegra Brasilien med 3-0.[38]

## Evenemang
- Olympiska vinterspelen 1984 äger rum i Sarajevo, Jugoslavien
- Olympiska sommarspelen 1984 äger rum i Los Angeles, USA
- VM i curling för damer anordnas i Jönköping, Sverige
- VM i curling för herrar anordnas i Glasgow, Skottland
- VM på cykel anordnas i Barcelona Spanien
- VM i konståkning genomförs i Ottawa Kanada
- EM i fotboll anordnas i sju städer i Frankrike
- EM i bordtennis anordnas i Moskva, Sovjetunionen

## Födda
- 1 januari – Paolo Guerrero, peruansk fotbollsspelare.
- 23 januari – Arjen Robben, nederländsk fotbollsspelare.
- 25 januari – Robinho, brasiliansk fotbollsspelare.
- 31 januari
  - Jeremy Wariner, amerikansk friidrottare.
  - Michail Grabovskij, belarusisk ishockeyspelare.
- 27 februari – Lotta Schelin, svensk fotbollsspelare.
- 21 mars – Karl "Kalle" Svensson, svensk fotbollsspelare.
- 26 mars – Felix Neureuter, tysk alpin skidåkare.
- 30 mars – Mario Ančić, kroatisk tennisspelare.
- 4 april – Thomas Löfkvist, svensk tävlingscyklist.
- 1 maj – Mišo Brečko, slovensk fotbollsspelare.
- 11 maj
  - Andrés Iniesta, spansk fotbollsspelare.
  - Arttu Lappi, finländsk backhoppare.
- 30 maj – Alexander Sulzer, tysk ishockeyspelare.
- 26 juni – Deron Williams, amerikansk basketspelare.
- 28 juni – Isabell Klein, tysk handbollsspelare.
- 19 juli – Diana Mocanu, rumänsk simmare.
- 14 augusti – Robin Söderling, svensk tennisspelare.
- 4 september – Ainhoa Tirapu, spansk fotbollsmålvakt.
- 7 september – Vera Zvonarjova, rysk tennisspelare.
- 16 september – Dusan Djuric, svensk fotbollsspelare.
- 22 september – Henok Goitom, svensk fotbollsspelare.
- 18 oktober – Lindsey Vonn, amerikansk alpin skidåkare.
- 24 november – Marie Riesch, tysk alpin skidåkare.
- 8 december – Emma Green, svensk friidrottare, höjdhoppare.
- 14 december – Nika Fleiss, kroatisk alpin skidåkare.
- 30 december – LeBron James, amerikansk basketspelare.

## Avlidna
- 20 januari – Johnny Weissmuller, 79, amerikansk simmare och filmskådespelare ("Tarzan").[1]
- 22 januari – Josef Walcher, 29, österrikisk alpin skidåkare.
- 26 februari – Gösta Nordin, 71, svensk travtränare och travkusk.
- 5 juni – Sten Pettersson, 81, svensk häcklöpare.[1]
- 6 juni – Albert Deborgies, 81, fransk vattenpolospelare.
- 15 juni – Edwin Ahlqvist, 86, svensk idrottsledare.[1]
- 14 augusti – Tigran Petrosian, 55, armenisk-sovjetisk schackspelare.[1]
- 17 september – Sven Jonasson, 75, svensk fotbollsspelare.
- 28 oktober – Knut Nordahl, 64, svensk fotbollsspelare.
- 27 december – Leslie Compton, 72, engelsk cricket- och fotbollsspelare.
- 30 december – Juha Widing, 37, svensk ishockeyspelare.

### Fotnoter
1. 1 2 3 4 5 6 7 8 9 10 11 12 13 14 15 16 17 18 19 20 21 22 23 24 25 26 27 28 29 30 31 32 33 34 35 36 37 38 39 40 41 42 43 44 45 46 47 48 49 50 51 52 53 54 55 56 57 58 59 60 61 62 63 64   Horisont 1984. Bertmarks
2. ↑  Erik Jonsson (17 mars 1984). ”1980–1989”. Svenska Bandyförbundet. Arkiverad från originalet den 17 mars 2020. https://web.archive.org/web/20200317214724/https://www.svenskbandy.se/BANDYFINALEN/HISTORIK/Svenskamastare/Damer/1980-1989. Läst 18 mars 2020.
3. ↑  Erik Jonsson (18 mars 1984). ”1980–1989”. Svenska Bandyförbundet. https://www.svenskbandy.se/BANDYFINALEN/HISTORIK/Svenskamastare/Herrar/1980-1989/. Läst 18 mars 2020.
4. ↑  ”Slutspelet 1983/84”. Jimbobandy. Arkiverad från originalet den 25 maj 2012. https://archive.is/20120525062000/http://www.jimbobandy.nu/80-tal/84_slut.html. Läst 20 augusti 2011.
5. ↑  ”1984 World Series” (på engelska). Baseball-Reference.com. http://www.baseball-reference.com/postseason/1984_WS.shtml. Läst 10 juli 2015.
6. ↑  ”Basketball Reference”. http://www.basketball-reference.com/leagues/NBA_1984_games.html. Läst 25 augusti 2011.
7. ↑  ”Sport Statistics”. Arkiverad från originalet den 25 maj 2012. https://web.archive.org/web/20120525161623/http://www.todor66.com/basketball/Olympic/Women_1984.html. Läst 23 augusti 2011.
8. ↑  ”Sport Statistics”. Arkiverad från originalet den 25 maj 2012. https://web.archive.org/web/20120525123608/http://www.todor66.com/basketball/Olympic/Men_1984.html. Läst 23 augusti 2011.
9. ↑  ”African Nations Cup 1984” (på engelska). RSSSF. http://www.rsssf.com/tables/84a.html. Läst 16 augusti 2011.
10. 1 2 3  ”European Competitions 1983-84” (på engelska). RSSSF. http://www.rsssf.com/ec/ec198384.html. Läst 16 augusti 2011.
11. ↑  ”England FA Challenge Cup 1983-1984” (på engelska). RSSSF. http://www.rsssf.com/tablese/engcup1984.html. Läst 19 augusti 2012.
12. ↑  ”European Women Championship 1982-84” (på engelska). RSSSF. http://www.rsssf.com/tablese/eur-women84.html. Läst 12 augusti 2011.
13. ↑  Jimmy Lindahl (29 juni 2005). ”Svenska cupen – finalmatcher”. Bolletinen. http://www.bolletinen.se/sfs/pdf/stat_h_allsvens_1941_2005_stat_herr_cupen_finalmatcher.pdf. Läst 21 augusti 2012.
14. ↑  ”European Championship 1984” (på engelska). RSSSF. http://www.rsssf.com/tables/84e.html. Läst 16 augusti 2011.
15. ↑  ”Games of the XXIII. Olympiad” (på engelska). RSSSF. http://www.rsssf.com/tableso/ol1984f.html. Läst 16 augusti 2011.
16. ↑  ”Asian Nations Cup 1984” (på engelska). RSSSF. http://www.rsssf.com/tables/84asch.html. Läst 16 augusti 2011.
17. ↑  Jimmy Lindahl (29 juni 2005). ”Svenska cupen för damer”. Bolletinen. http://www.bolletinen.se/sfs/pdf/stat_d_lanslag_19981_2005_sv_cup_damer.pdf. Läst 21 augusti 2012.
18. ↑  ”1984” (på portugisiska). Sylvesterloppet. Arkiverad från originalet den 25 februari 2014. https://web.archive.org/web/20140225133111/http://www.saosilvestre.com.br/1980/item/1980. Läst 19 augusti 2012.
19. ↑  ”Boston Marathon”. Arkiverad från originalet den 27 april 2015. https://web.archive.org/web/20150427035419/http://www.baa.org/races/boston-marathon/boston-marathon-history/past-champions/past-mens-open-champions.aspx. Läst 9 april 2011.
20. ↑  ”Boston Marathon”. Arkiverad från originalet den 7 mars 2012. https://web.archive.org/web/20120307073943/http://www.baa.org/races/boston-marathon/boston-marathon-history/past-champions/past-womens-open-champions.aspx. Läst 9 april 2011.
21. ↑  ”Men Handball World Cup 1984 Sweden - 17-22.01 Winner Soviet Union” (på engelska). Sport Statistics. Arkiverad från originalet den 24 augusti 2011. https://web.archive.org/web/20110824170912/http://www.todor66.com/handball/World_Cup/Men_1984.html. Läst 25 augusti 2012.
22. ↑  ”Sport Statistics”. Arkiverad från originalet den 17 september 2012. https://web.archive.org/web/20120917024244/http://www.todor66.com/handball/Olympic/Women_1984.html. Läst 23 augusti 2011.
23. ↑  ”Sport Statistics”. Arkiverad från originalet den 24 augusti 2011. https://web.archive.org/web/20110824145108/http://www.todor66.com/handball/Olympic/Men_1984.html. Läst 23 augusti 2011.
24. 1 2  ”Datum i innebandyhistorien”. Svenska Innebandyförbundet. Arkiverad från originalet den 15 maj 2021. https://web.archive.org/web/20210515132333/https://epiadmin.innebandy.se/sv/StatistikHistorik/Datum-i-innebandyhistorien/. Läst 22 augusti 2011.
25. ↑  ”Championnat du monde 1984 des moins de 20 ans” (på franska). Hockeyarchives. 3 januari 1984. https://www.hockeyarchives.info/U-20_1984.htm. Läst 9 september 2012.
26. ↑  ”Jeux Olympiques de Sarajevo 1984” (på franska). Hockey Archives. 19 februari 1984. https://www.hockeyarchives.info/JO1984.htm. Läst 15 augusti 2011.
27. ↑  ”Championnat de Suède 1983/84” (på franska). Hockey Archives. 29 mars 1984. https://www.hockeyarchives.info/Suede1984.htm. Läst 15 augusti 2011.
28. ↑  ”NHL 1983/84” (på franska). Hockey Archives. https://www.hockeyarchives.info/NHL1984.htm. Läst 23 mars 2020.
29. ↑  ”Brazil” (på engelska). International Ice Hockey Federation. 26 juni 1984. https://www.iihf.com/en/associations/331/brazil. Läst 21 augusti 2011.
30. ↑  ”Coupe d'Europe 1983/84” (på franska). Hockeyarchives. 12 augusti 1984. https://www.hockeyarchives.info/Europe1984.htm. Läst 9 september 2012.
31. ↑  ”Coupe Canada 1984” (på franska). Hockey Archives. https://www.hockeyarchives.info/coupecanada1984.htm. Läst 15 augusti 2011.
32. ↑  ”Matches internationaux 1983/84” (på franska). Hockey Archives. 23 december 1984. https://www.hockeyarchives.info/inter1985.htm. Läst 20 augusti 2012.
33. ↑  ”Historiska segrare”. Vasaloppet. Arkiverad från originalet den 22 mars 2020. https://web.archive.org/web/20200322121012/https://www.vasaloppet.se/wp-content/uploads/sites/1/2019/09/historiska_segrare_vasaloppet_sve_2019-09-18.pdf. Läst 5 september 2011.
34. ↑  ”World Ski Orienteering Championships 1984” (på engelska). http://orienteering.org/events/?event_id=118. Läst 9 september 2012.
35. ↑  ”Davis Cup”. http://www.daviscup.com/en/results/tie/details.aspx?tieId=10005481. Läst 20 augusti 2011.
36. ↑  ”Fed Cup”. Arkiverad från originalet den 24 mars 2012. https://web.archive.org/web/20120324114957/http://www.fedcup.com/en/results/tie/details.aspx?tieId=20003807. Läst 21 augusti 2011.
37. ↑  ”Sport Statistics”. Arkiverad från originalet den 26 juni 2015. https://web.archive.org/web/20150626133446/http://todor66.com/volleyball/Olympics/Men_1984.html. Läst 24 augusti 2011.
38. ↑  ”Sport Statistics”. Arkiverad från originalet den 20 januari 2012. https://web.archive.org/web/20120120175718/http://todor66.com/volleyball/Olympics/Women_1984.html. Läst 24 augusti 2011.